# Bathygadus
Bathygadus is een geslacht van straalvinnige vissen uit de familie van rattenstaarten (Macrouridae). Het geslacht is voor het eerst wetenschappelijk beschreven in 1878 door Albert Günther.
Bathygadus komen wereldwijd voor in tropische en subtropische zeeën op 200 tot 1500 m diepte, zij het niet op de continentale helling van de oostelijke Stille Oceaan. Ze worden tot 52 cm lang.

## Soorten
- Bathygadus antrodes (Jordan & Starks, 1904)
- Bathygadus bowersi (Gilbert, 1905)
- Bathygadus cottoides Günther, 1878
- Bathygadus dubiosus Weber, 1913
- Bathygadus entomelas Gilbert & Hubbs, 1920
- Bathygadus favosus Goode & Bean, 1886
- Bathygadus furvescens Alcock, 1894
- Bathygadus garretti Gilbert & Hubbs, 1916
- Bathygadus macrops Goode & Bean, 1885
- Bathygadus melanobranchus Vaillant, 1888
- Bathygadus nipponicus (Jordan & Gilbert, 1904)
- Bathygadus spongiceps Gilbert & Hubbs, 1920
- Bathygadus sulcatus (Smith & Radcliffe, 1912)